# لا تره د لا اسپانیل
لا تره د لا اسپانیل (به اسپانیایی: La Torre de l'Espanyol) یک شهرستان در اسپانیا است که در تاراگونا واقع شده‌است.

## خصوصیات
لا تره د لا اسپانیل ۲۷٫۹ کیلومترمربع مساحت و ۷۱۴ نفر جمعیت دارد و ۱۶۴ متر بالاتر از سطح دریا واقع شده‌است.